# Визит (фильм, 1954)
«Визит» (фр. Une visite) — французский короткометражный немой фильм, снятый в конце 1954 года. Является дебютной работой основоположника и классика французской новой волны режиссёра Франсуа Трюффо. В создании фильма приняли участие друзья и знакомые режиссёра. Съёмки прошли за пять дней в парижской квартире семьи знакомых. Оператором выступил Жак Риветт, сумевший раздобыть кинокамеру и 16-мм киноплёнку. Всех четырёх персонажей фильма сыграли молодые непрофессиональные актёры. Трюффо сам сделал первую монтажную версию картины, однако оказался не удовлетворён своей работой. После этого к нему пришёл на помощь Ален Рене, который перемонтировал плёнку. На этот раз, по мнению Трюффо, стало лучше, но он всё равно не признавал короткометражку своим первым фильмом и не показывал её за пределом своих знакомых. В начале 1980-х годов фильм был перенесён на 35-мм плёнку и режиссёр произвёл показ для участников съёмки. Считается, что уже в этой любительской работе нашли отражение некоторые образы и темы, характерные для зрелого творчества мастера.

## Сюжет

Лора Мори. Кадр из фильма

Молодой человек (Франсис Коньяни) ищет по объявлению комнату в аренду. Он находит приемлемый для себя вариант, созванивается по телефону и переезжает в квартиру, где живёт одинокая девушка (Лора Мори). Она относится к юноше приветливо, но добродушно посмеивается над его неловкостью и провинциальной застенчивостью. В квартиру наведывается родственник девушки (Жан-Жозе Рише), чтобы оставить на выходные под присмотром свою маленькую дочь. Перед отъездом он немного шалит и флиртует с родственницей. После этого и юноша начинает заигрывать с девушкой. Однако она даёт ему резкий отпор и он покидает квартиру. В Париже наступает ночь. Девушка укладывает в постель свою маленькую родственницу, смотрит на улицу, закрывает шторы и в задумчивости садится с ребёнком рядом.

## Над фильмом работали
Актёрский состав:
| Актёр                    | Роль                |
| ------------------------ | ------------------- |
| Лора Мори                | девушка             |
| Жан-Жозе Рише            | молодой человек     |
| Франсис Коньяни          | родственник девушки |
| Флоранс Дониоль-Валькроз | девочка             |

Съёмочная группа:
| Роль           | Имя            |
| -------------- | -------------- |
| Режиссёр       | Франсуа Трюффо |
| Автор сценария | Франсуа Трюффо |
| Оператор       | Жак Риветт     |
| Монтаж         | Ален Рене      |
| Продюсер       | Робер Лашне    |

## История

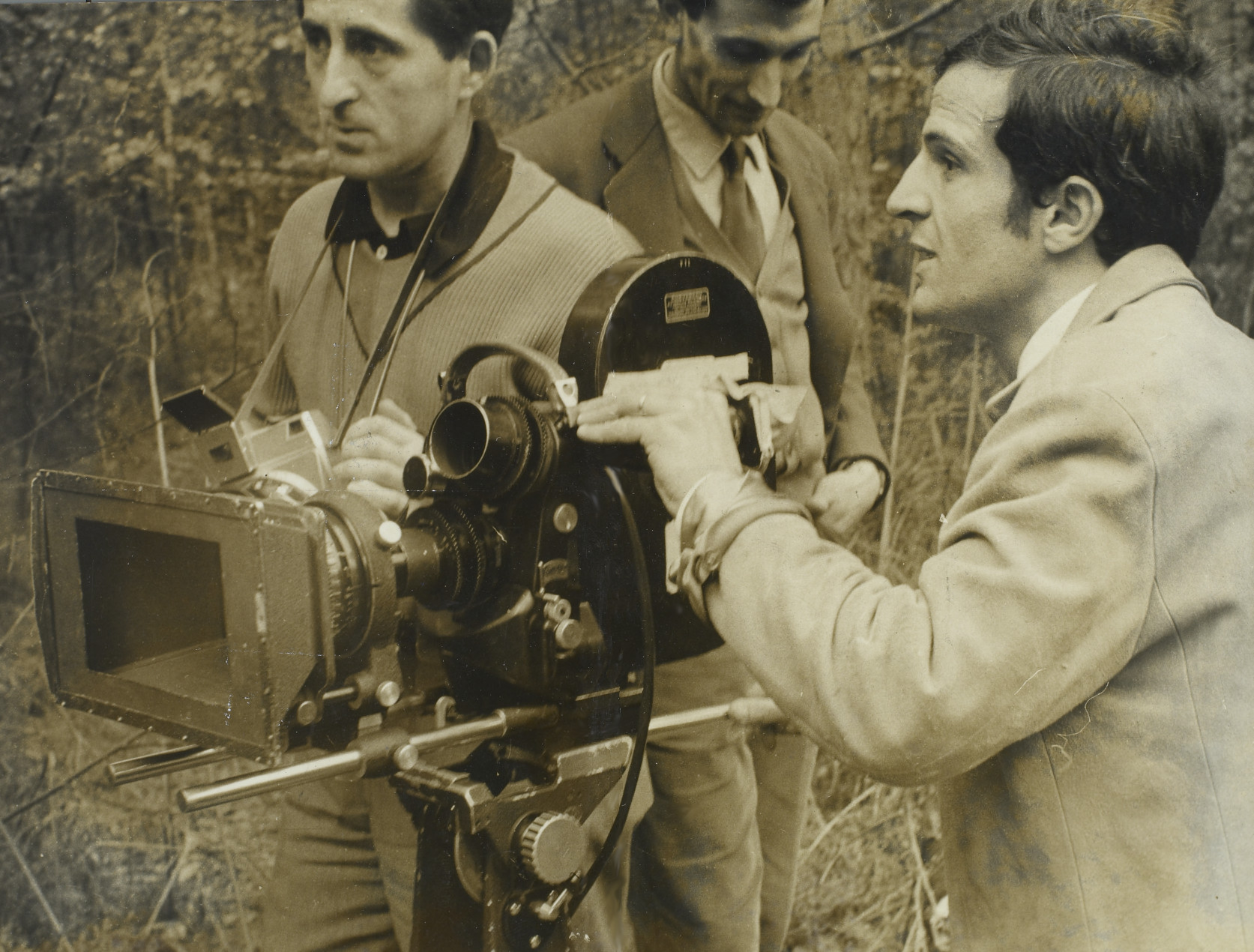
Франсуа Трюффо (справа), 1963

В первой половине 1950-х годов Франсуа Трюффо сумел составить себе имя в кинематографических кругах в качестве страстного синефила и известного журналиста, сотрудничающего в нескольких престижных французских изданиях. Наибольшую известность в тот период он получил в качестве обозревателя, автора ряда острополемических статей о кино в журнале Cahiers du cinéma. В киноизданиях он выступал против традиционного французского кино («папочкино кино») и пропагандировал качественную голливудскую продукцию. Тогда же он всё чаще стал задумываться о том, чтобы самому снять фильм. Первая такая попытка была им предпринята ещё в 1950 году, когда он создал сценарий «Пояс из ангельской кожи» (La ceinture de peau d’ange). В сентябре 1950 года Трюффо писал своему другу Роберу Лашне, что планирует в следующем месяце снять фильм. Для этого он сумел раздобыть 25 катушек плёнки, 16-мм камеру, а также сообщил, что у него на примете есть уже оператор и актёры. В роли главной героини он хотел видеть Лилиан Литвен, свою приятельницу, в которую был влюблён несколько лет. Биографы режиссёра Антуан Де Бек и Серж Тубиана назвали сценарий, повествующий об изнасиловании девушки родственником в день первого Причастия на чердаке, а через шесть лет опять там же подвергнувшейся насилию со стороны начальника мужа в день своей свадьбы, фантасмагорическим, эротическим и богохульным. Роль насильника-родственника должен был сыграть Жак Риветт, друг и коллега Трюффо по Cahiers du cinéma; себя же Франсуа видел в роли брата девушки. Фильм так и не был снят, так как не нашлось финансирования. Став режиссёром, к своему первому сценарию он уже не возвращался.
В создании короткометражки «Визит» приняли участие знакомые Трюффо. Лашне выступил в качестве продюсера и ассистента режиссёра, а Жак Риветт раздобыл камеру, 16-мм плёнку и стал оператором. Женская роль была отведена Лоре Мори, с которой Трюффо в феврале 1954 года познакомил кинокритик из Cahiers du cinéma Жан-Жозе Рише. После этого между молодыми людьми вспыхнул роман, они проживали некоторое время вместе в квартире на бульваре Батиньоль, но позже расстались. Рише был родственником Жака Дониоль-Валькроза, одного из основателей Cahiers du cinéma. Жак и его супруга Лидия предоставили в распоряжении начинающих кинематографистов свою парижскую квартиру на улице Дуэ, в квартале, где провёл детство Трюффо. В благодарность за это молодые люди согласились присмотреть за двухлетней дочерью Валькрозов Флоранс (сам Трюффо говорил, что ей было тогда три-четыре года). В качестве ухажёров были приглашены друзья Лоры — Рише и Франсис Коньяни. Трюффо, сымпровизировав с учётом новых обстоятельств, ввёл в сюжет также и Флоранс.
Фильм был снят на квартире Валькрозов в конце 1954 года за пять дней. Лашне позже вспоминал, что Риветт был оператором, а он делал всё остальное в качестве рабочего сцены, электрика, ассистента, но в титрах оказался указанным как «продюсер». Позже Коньяни стал работать помощником режиссёра в фильмах новой волны, в том числе и у Трюффо («Четыреста ударов», «Стреляйте в пианиста»). Первоначально Франсуа сам смонтировал фильм, но результат не произвёл на него впечатление. После этого ему вызвался помочь Ален Рене, у которого получилось лучше. Видимо, из-за того, что фильм не понравился Трюффо, он не стал его показывать даже своим друзьям из Cahiers du cinéma. Де Бек и Тубиана писали, что катушка плёнки долгое время находилась на хранении в квартире Валькрозов. Режиссёр решил вернуться к своему дебюту лишь в начале 1980-х годов, за несколько лет до смерти. Лидия Майас (бывшая Валькроз) вспоминала о судьбе фильма и отношении к нему Трюффо, что сначала он решил его уничтожить, так как счёл, «что это никому не интересно», а потом оставил плёнку ей в качестве напоминания о детских годах её дочери. В 1982 году Трюффо пригласил её и Риветта на показ фильма, перенесённого на 35-мм плёнку. «Мы много смеялись. Риветт был совершенно очарован своей операторской работой».

## Характеристика
По оценке Де Бека и Тубиана, в небольшой короткометражке смонтировано много кадров, снятых Риветтом очень подвижной камерой. Длина фильма, по их оценке, составляет около 8 минут, однако в фильмографии своей книги «Франсуа Трюффо» они указали другую продолжительность — 19 минут. Они также предположили, что Трюффо расценивал свой фильм как «первый блин комом»: «Он очень расстроен и сомневается в своих режиссёрских способностях. Разочарованный этой любительской работой, он решает посвятить себя изучению секретов старых мастеров и вернуться в критику». Сам Трюффо говорил, что после первого опыта он охладел к идее снимать кино. По его словам, монтаж у Рене получился «неплохой», но, в любом случае, для него первый фильм — это «Шпанята», а «Визит» не считается. Также режиссёр говорил о «Визите», что ему хотелось снять короткометражный фильм на 16-мм чёрно-белую плёнку, при этом он не должен был иметь ничего общего с авангардным кино: «то есть где не было бы ни смертей, ни луж крови, ни поэтических эффектов, и который был бы светло-серым». Он стремился добиться такого же оттенка, как в комедиях ценимого им американского режиссёра Джорджа Кьюкора. Сама же короткометражка с визуальной стороны должна была напоминать американские фильмы.
По отрывочным свидетельствам известно, что в фильме «какие-то молодые люди открывали и закрывали двери». Советский киновед Игорь Беленький на основе описания в журнале L’Avant-Scéne Cinéma, опубликованного в 1973 году, характеризовал дебют мастера таким образом: картина «отличалась свежим изображением человеческих лиц и причудливым смешением документального монтажа и игровых мизансцен (правда, неловких)». В киноведении отмечалось, что начиная со своего дебюта первой и центральной темой творчества режиссёра стала тема детства.